# 川崎智幸
川﨑 智幸（かわさき ともゆき、1967年（昭和42年）4月19日 - ）は、岡山県出身、東京都在住のボートレーサー。登録番号3300。

## 来歴
- 1987年5月、宮島競艇場での一般競走でデビュー（5着）。
- 1989年4月、児島競艇場での一般競走で初優出（4着）。
- 1991年1月、徳山競艇場で行われた新鋭王座決定戦でGI初出場。
- 1993年8月、大村競艇場での一般競走で初優勝。
- 1995年3月、住之江競艇場での周年記念でGI初優出（5着）。
- 1996年5月、児島競艇場での笹川賞でSG初出場ながら初優出を飾る。
- 1998年3月、住之江競艇場での周年記念でGI初優勝。

## エピソード
- ペラグループはイーグル会に所属。東京在住ながら、ペラの作業はすべてイーグル会の工場でやっていた[1]。
- 同期には、上瀧和則・倉谷和信・烏野賢太・濱村芳宏・小野信樹・藤丸光一など強豪揃いである。
- SGには11回の優出経験があるが、あと半歩のところで栄冠に届いていない。1996年福岡・第43回全日本選手権と1997年住之江・第12回賞金王シリーズで2着が2回ある。また、2000年戸田・第47回全日本選手権では、池上裕次との壮絶なデッドヒートを繰り広げるも、3周1Mで転覆失格となった。
- 息子の川﨑皇輝、川﨑星輝は共に芸能界に進み、ジャニーズJr.内のユニット「少年忍者」に所属している[2]。
- 妻・美佳子はフリーアナウンサー。妻の兄は三島通義、父方曽祖父に伯爵三島彌太郎。